# Paganico Sabino
Paganico Sabino ist eine Gemeinde mit 157 Einwohnern (Stand 31. Dezember 2023) in der Provinz Rieti in der italienischen Region Latium.

## Geographie
Paganico Sabino liegt 79 km nordöstlich von Rom und 38 km südöstlich von Rieti am Lago di Turano im Tal des Turano in den Sabiner Bergen.
Das Gemeindegebiet erstreckt sich über eine Höhendifferenz von 536 bis 1438 Meter über Meereshöhe. Paganico Sabino ist Mitglied der Comunità Montana del Turano. Es liegt in der Erdbebenzone 2 (mittel gefährdet).
Die Nachbargemeinden sind Ascrea, Collegiove, Marcetelli, Pozzaglia Sabina und Varco Sabino.

## Verkehr
Paganico Sabino liegt in 18 km Entfernung von der Autobahnauffahrt Carsoli an der A24 Strada dei  Parchi. Der nächste Bahnhof ist ebenfalls in Carsoli an der Bahnstrecke Rom - Avezzano in 16 km Entfernung.

## Geschichte
Archäologische Funde belegen, dass Paganico Sabino bereits im 3. Jahrhundert v. Chr. besiedelt war.

## Bevölkerungsentwicklung
| Jahr      | 1861 | 1881 | 1901 | 1921 | 1936 | 1951 | 1971 | 1991 | 2001 |
| --------- | ---- | ---- | ---- | ---- | ---- | ---- | ---- | ---- | ---- |
| Einwohner | 807  | 772  | 818  | 972  | 900  | 665  | 351  | 196  | 180  |

Quelle: ISTAT

## Politik
Danilo D'Ignazi (Lista Civica: Insieme Per Paganico) wurde am 26. Mai 2019 zum Bürgermeister gewählt.

### Wappen
Auf blauem Schild, auf grünem Grund ein roter Turm mit zwei silbernen Schlüsseln.